# Несолетворні оксиди
Несолетворні оксиди — Несолетворні: CO карбон (ІІ) оксид, NO нітроген (ІІ) оксид, N2O – нітроген (І) оксид, SiO сіліцій (II) оксид — це оксиди, які відносять до реакційно здатних сполук, але під час реакцій солі не утворюються. Вони не реагують з водою, кислотами й основами за звичайних умов (отже, до класу оксидів їх відносять умовно).
Несолетворними оксидами називаються такі оксиди, які не взаємодіють ні з кислотами, ні з лугами(розчинними основами) і не утворюють солі. Солетворними називаються такі оксиди, які взаємодіють з кислотами або з лугами з утворенням солей. У свою чергу солетворні оксиди діляться на основні, амфотерні і кислотні оксиди.